# Alfa Romeo 40A
Alfa Romeo 40A — один из первых автобусов, который выпускался итальянской автомобильной компанией Alfa Romeo.

## Технические характеристики
Автобус оснащался четырёхцилиндровым двигателем мощностью 45 л. с. Автобус имел только 2 оси и вместимость в 50 пассажиров в первой версии, и 70 пассажиров во второй версии.
В общей сложности автобус оснащался 14 сидениями и 2 дверьми.

## История
Автобус был сконструирован в партнерстве с другой итальянской автомобильной компанией. Кузов данного автобуса был типичным для того времени. Вторая версия имела, кроме того, багажник сзади.

## Использование
Данный автобус применялся в:
- ATAC г. Рим
- ATM г. Милан